# Leopold Schrötter von Kristelli
Pour les articles homonymes, voir Schrötter.
Leopold Anton Dismas Schrötter von Kristelli (né le 5 février 1837 à Graz, mort le 22 avril 1908 à Vienne) est un médecin autrichien.

## Biographie
Il est le fils du chimiste autrichien Anton Schrötter von Kristelli. Il est élève du Schottengymnasium en 1846-1848, du Piaristengymnasium en 1848-1849, de l'Akademisches Gymnasium de Graz (de) de 1849 à 1852 et à partir de 1852 de l'Akademisches Gymnasium de Vienne, où il passe le examen de fin d'études en 1855.
Il étudie la médecine à l'Université de Vienne. En 1861, il obtient son doctorat en médecine et chirurgie. En tant que stagiaire en chirurgie, il apprend les techniques chirurgicales les plus modernes de Franz Schuh (de). Il est l'assistant de Joseph Škoda de 1863 à 1869 et habilité en 1867 sur les maladies des organes de la poitrine et du larynx à devenir maître de conférences privé à l'Université de Vienne.
Après la mort de Ludwig Türck (de), il fonde la première chaire de laryngologie dans sa faculté. En 1871, il crée la première clinique laryngologique du monde à l'hôpital général de Vienne (de). En 1875, Schrötter devient professeur agrégé de laryngologie. De 1875 à 1881, il dirige le département de médecine interne du Rudolfspital. En 1881, il devient médecin-chef à l'hôpital général et, en 1885, il reçoit sa licence pour enseigner tout le domaine de la médecine interne.
En tant que spécialiste reconnu, Schrötter est appelé à Sanremo en 1888 au chevet de l'héritier du trône allemand Frédéric. Contrairement à l'avis du médecin qui le soigne, le britannique Morell Mackenzie, il diagnostique correctement un cancer de la gorge. En 1890, Schrötter est nommé professeur titulaire et en 1896, il est nommé conseiller privé. Il meurt le lendemain de son discours au premier Congrès international de laryngologie, dont il était président d'honneur.
Schrötter épouse en 1869 à Elisabeth Caroline Wagner (1847-1918), la fille d'un marchand de draps d'Osnabrück. Ses deux fils, Hermann von Schrötter (de) (1870-1926) et Erich von Schrötter (1874-1939) seront également médecins.

## Œuvre
L'axe de recherche de Schrötter est initialement dans le domaine de la laryngologie. Plus tard, il l'élargit pour inclure les maladies cardiaques et vasculaires. Une thrombose veineuse profonde du bras, de l'aisselle ou de la clavicule, le syndrome de Paget-von-Schrötter (de), porte le nom du chirurgien anglais James Paget et de Leopold von Schrötter. Dans sa clinique, il introduit très tôt le diagnostic par rayons X. En plus du prince héritier Frédéric, il soigne également Anton Bruckner à partir de 1891.
Dès 1883, il recommande le traitement climatologique de la tuberculose dans les établissements fermés. C'est principalement grâce à l'engagement de Schrötter que la construction du sanatorium d'Alland dans le Wienerwald commence en 1896. Après son ouverture en 1898, les patients moins riches pouvaient également y être soignés. Il fait preuve d'engagement social en fondant l'Association de villégiature pour les lycéens nécessiteux et méritants (de) dans le but de permettre aux écoliers issus de milieux modestes de passer des vacances dans le pays.

## Source, notes et références
- (de) Cet article est partiellement ou en totalité issu de l’article de Wikipédia en allemand intitulé « Leopold Schrötter von Kristelli » (voir la liste des auteurs).

1. 1 2  César Roux, Benjamin Baudraz, Jeanne-Marie Allier, "Un si petit homme" : Lettres à Anna Bégoune et à quelques autres correspondants, Editions d'en bas, 2003, 431 p. (ISBN 9782829002649, lire en ligne), p. 99
2. ↑  (de) René Kessler, Die Schuldfrage : im Fall der Krankheit Kaiser Friedrich III. (1831-1888) aus HNO-ärztlicher Sicht, Twentysix, 2020, 68 p. (ISBN 9783740765149, lire en ligne), p. 58
3. ↑  (de) Viktor Harsch, Hermann von Schrötter (1870-1928) : Ein Leben für die Luftfahrtmedizin, Rethra Verlag, 2022, 184 p. (ISBN 9783937394688, lire en ligne), p. 4
4. ↑  (de) Lothar Zell, « Das Paget-von Schroetter-Syndrom – Zum 100. Todesjahr von Sir James Paget und zur 50jährigen Namensgebung des Syndroms », DMW-Deutsche Medizinische Wochenschrift, vol. 124, no 31,‎ 1999, p. 948-951 (lire en ligne)
5. ↑  (de) Daniela Angetter-Pfeiffer, Pandemie sei Dank! : Was Seuchen in Österreich bewegten. Mit einem Vorwort von Christoph Wenisch, Amalthea Signum Verlag, 2021, 256 p. (ISBN 9783903217812, lire en ligne), p. 187